# Phönix (Sternbild)
Phönix (lat. Phoenix) ist ein Sternbild des Südhimmels.

## Beschreibung

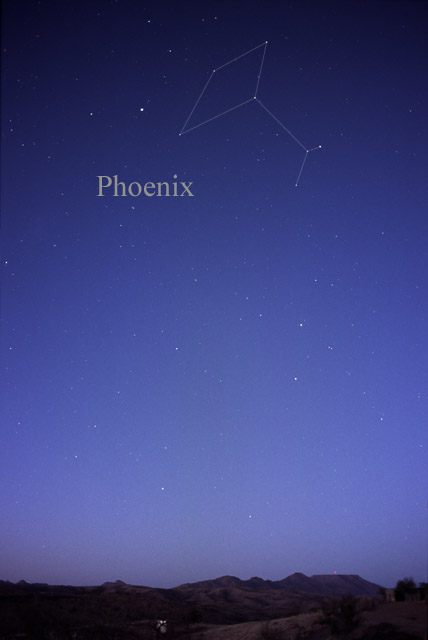
Das Sternbild Phoenix, wie es mit dem bloßen Auge gesehen werden kann.

Der Phönix ist ein wenig markantes Sternbild nördlich des hellen Sterns Achernar im Eridanus. Lediglich der Hauptstern α Phoenicis (Ankaa) ist heller als die 3. Größenklasse.

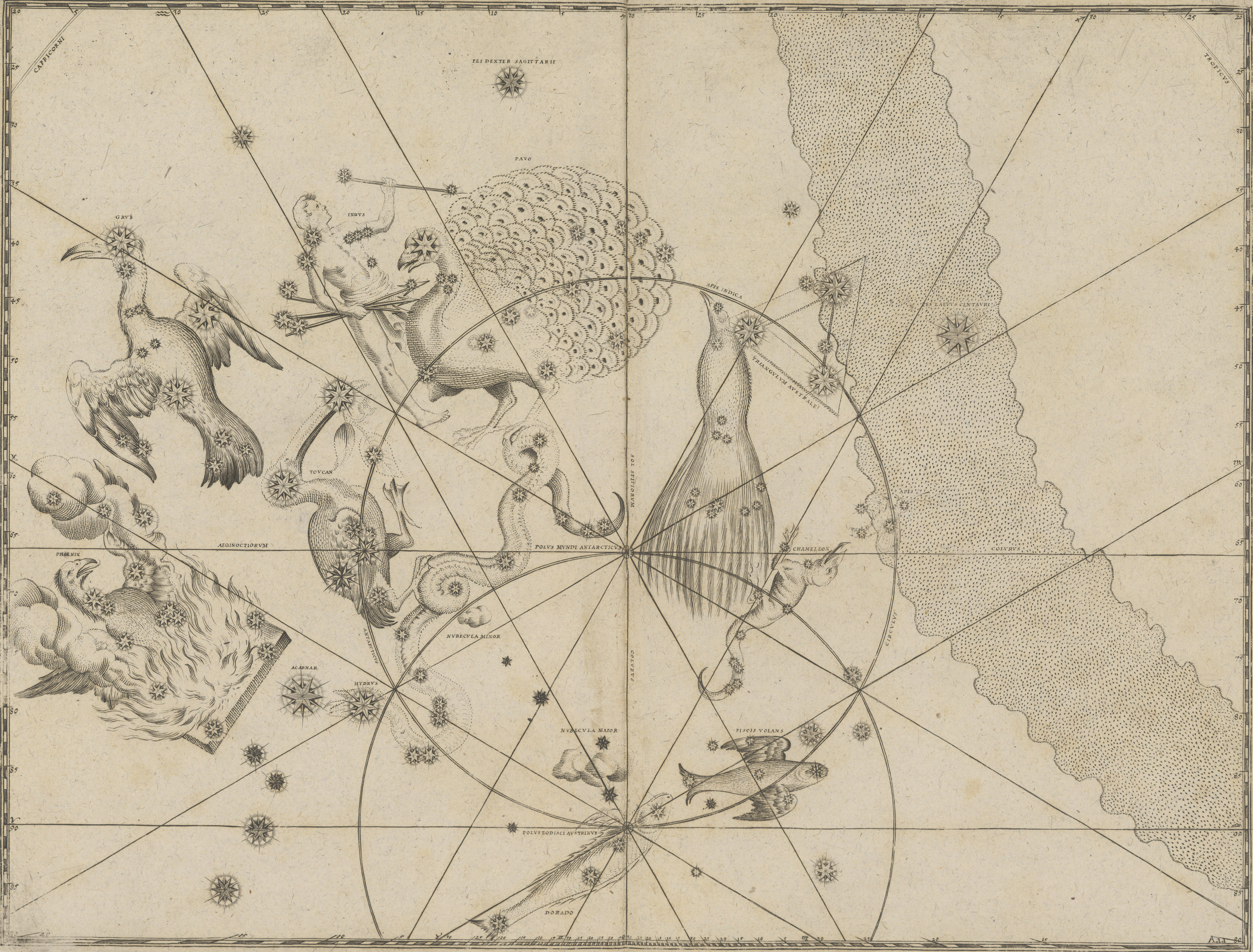
Die südlichen Sternbilder (darunter Phönix links) aus dem historischen Atlas Johann Bayers Uranometria

Aufgrund seiner südlichen Lage ist der Phönix von Deutschland aus nicht zu sehen. In südlicheren Breiten wie in der Schweiz, in Österreich südlich der Donau und im äußersten Süden von Deutschland ragt der nördlichste Stern gerade über dem Südhorizont auf.

## Geschichte
Der Phönix gehört zu den Sternbildern, die Ende des 16. Jahrhunderts von den niederländischen Seefahrern Pieter Dirkszoon Keyser und Frederick de Houtman eingeführt wurden. Johann Bayer übernahm ihn in seinen 1603 erschienenen Himmelsatlas Uranometria.
Der Phönix gehört im Gegensatz zum Altar nicht zu den 48 antiken Sternbildern, obwohl das Sternbild Altar noch ein Stück weiter südlicher liegt als der Phönix und auch nicht aus deutlich helleren Sternen besteht. Der Grund dafür ist, dass der Phönix durch die Präzession in den letzten 3000 Jahren 15 Grad Richtung Norden gewandert ist. Um 1000 v. Chr. war auf Kreta (35° N) noch gar kein Stern vom Phönix zu sehen. Heute kommt dort fast das ganze Sternbild über den Horizont, in 600 Jahren wird der Phönix dort vollständig sichtbar sein. Bis zum Jahr 9200 wird das Sternbild weiter Richtung Norden wandern und sogar in Dänemark vollständig über den Horizont emporsteigen. Danach wird die Präzession den Phönix wieder in Richtung Süden verschieben. Beim Sternbild Altar war es umgekehrt, es stand in der Antike nördlicher als heute.

## Mythologie
Der Phönix war in der ägyptischen Mythologie ein Vogel, der bei der Schöpfung der Welt auf dem Urhügel erschienen war (siehe Benu). Er wurde als heilig verehrt und meist als Personifizierung des Sonnengottes angesehen. Später wurde er von den antiken Griechen und Römern übernommen, wobei er im Laufe der Zeit unterschiedlichste Bedeutungen hatte. Die heute bekannte Version eines Vogels, der sich selbst verbrennt und aus der eigenen Asche wieder aufersteht, stammt erst aus dem 1. Jahrhundert nach Christus.

## Himmelsobjekte

### Sterne
Wegen der südlichen Lage haben die Sterne keine Flamsteed-Bezeichner.
| B   | Namen o. andere Bezeichnungen | Größe | Lj  | Spektralklasse  |
| --- | ----------------------------- | ----- | --- | --------------- |
| α   | Ankaa, Nair al Zaurak, Cymbae | 2,39m | 77  | K0 III          |
| β   | Beta Phoenicis                | 3,32m | 200 | G8 III + G8 III |
| γ   | Gamma Phoenicis               | 3,41m | 234 | M0 IIIa         |
| ε   |                               | 3,88m | 140 | K0 III          |
| κ   |                               | 3,93m | 77  | A7 V            |
| δ   |                               | 3,93m | 147 | K0 III          |
| ζ   | Zeta Phoenicis                | 3,94  | 280 | B6 V + B9 V     |
| η   |                               | 4,36  | 240 | A0 IV           |
| ψ   |                               | 4,39  | 321 | M4 III          |
| μ   |                               | 4,59  | 247 | G8 III          |
| ι   |                               | 4,69  | 274 | A2 Vp SrCrEu    |
| 400 | HR 8959                       | 4,74  | 201 | A2 V            |
| λ1  |                               | 4,77  | 717 | A0 V            |
| 400 | HR 574                        | 4,82  | 267 | G8 III          |
| ν   |                               | 4,97  | 49  | F8 V            |
| φ   |                               | 5,12  | 309 | A3 V            |
| π   |                               | 5,13  | 257 | K0 III          |
| χ   |                               | 5,15  | 372 | K5 III          |
| σ   |                               | 5,18  | 592 | B3 V            |
| υ   |                               | 5,21  | 198 | A3 IV           |
| ρ   |                               | 5,24  | 250 | F2 III          |
| 400 | HR 299                        | 5,39  | 235 | G8 III          |
| 400 | HR 408                        | 5,42  | 247 | K0 III          |
| 400 | HR 109                        | 5,42  | 415 | M0 III          |
| 400 | HR 519                        | 5,49  | 680 | M3 III          |

Alpha Phoenicis ist ein 77 Lichtjahre entfernter, orangefarbener Stern der Spektralklasse K0 III. Er besitzt die 2,5-fache Masse und den 10-fachen Durchmesser unserer Sonne.
Der Name Ankaa ist arabischen Ursprungs und bezeichnet einen Vogel aus der arabischen Mythologie.

### Mehrfachsterne
| System | Größen                   | Abstand  |
| ------ | ------------------------ | -------- |
| β      | 4,0 / 4,2m               | 1,6"     |
| γ      |                          |          |
| ζ      | 3,6 bis 4,1 / 7,2 / 8,2m | 0,8/6,4" |

Das Doppelsternsystem β Phoenicis ist etwa 200 Lichtjahre entfernt.
ζ Phoenicis ist ein Mehrfachsternsystem, bestehend aus vier Sternen, in 300 Lichtjahren Entfernung. Drei Sterne sind in einem mittleren Teleskop zu erkennen. Ein vierter Stern umkreist den Hauptstern in so engem Abstand, dass er nicht direkt beobachtet werden kann. Er verdunkelt den Stern regelmäßig.

### Veränderliche Sterne
| Sterne | Größe         | Periode    | Typ                                                          |
| ------ | ------------- | ---------- | ------------------------------------------------------------ |
| γ      | 3,4m bis 3,5m |            | Beta-Lyrae-Stern + Langsam unregelmäßig veränderlicher Stern |
| ζ      | 3,9m bis 4,3m | 1,669 Tage | Algolstern                                                   |
| SX     | 6,8m bis 7,5m | 79 Minuten | SX-Phoenix-Stern                                             |

Zeta Phoenicis ist ein bedeckungsveränderlicher Stern vom Typ Algol. Ein lichtschwacher Begleiter umkreist den Hauptstern in engem Abstand in der Sichtebene zu unserer Erde. Alle 1,669 Tage zieht der schwächere Stern vor dem Hauptstern vorbei und verdunkelt diesen für den irdischen Beobachter. SX Phoenicis ist der Namensgeber der SX-Phoenix-Sterne, einer Gruppe veränderlicher Sterne, die ähnliche Schwingungen wie die Delta-Scuti-Sterne zeigen bei wesentlich geringerer Metallizität.

### NGC-Objekte
| NGC  | sonstige | Größe  | Typ                 |
| ---- | -------- | ------ | ------------------- |
| 625  |          |        | Galaxie             |
| 7689 |          | 11,5 m | Balkenspiralgalaxie |